# 阿尔德亚尔科尔沃
阿尔德亚尔科尔沃，是西班牙卡斯蒂利亚-莱昂塞戈维亚省的一个市镇。 总面积14平方公里，总人口24人（2001年），人口密度2人/平方公里。